# قسم داوود أباد الريفي (مقاطعة أراك)
قسم داوود أباد الريفي (بالفارسية: دهستان داوود آباد) هي قسم تقع في إيران في قسم. يقدر عدد سكانها بـ 3,039 نسمة .